# Domaháza
Domaháza é um município da Hungria, situado no condado de Borsod-Abaúj-Zemplén. Tem 28,83 km² de área e sua população em 2015 foi estimada em 828 habitantes.